# Limonco
Limonco är en ort i Mexiko.   Den ligger i kommunen Cuetzalan del Progreso och delstaten Puebla, i den sydöstra delen av landet, 190 km öster om huvudstaden Mexico City. Limonco ligger 392 meter över havet och antalet invånare är 295.
Terrängen runt Limonco är kuperad åt sydväst, men åt nordost är den platt. Runt Limonco är det tätbefolkat, med 383 invånare per kvadratkilometer. Närmaste större samhälle är Ciudad de Cuetzalan, 8,0 km sydväst om Limonco. I omgivningarna runt Limonco växer huvudsakligen savannskog.